# Bahnhof Brackwede
Der Bahnhof Brackwede (verkehrlich seit 13. Dezember 2020 Bielefeld-Brackwede) ist nach dem Bielefelder Hauptbahnhof der wichtigste Bahnhof in Bielefeld. Er wurde mit der Eröffnung der Köln-Mindener Eisenbahn im Jahre 1847 in Betrieb genommen.

## Geschichte
Der Bahnhof wurde 1847 eröffnet.
Im Bahnhof Brackwede kam es am 17. April 1974 zu einem Brand, der der Feuerwehr zunächst als Bahndammbrand gemeldet wurde. 18 mit jeweils 28.000 Liter Superbenzin gefüllte Kesselwagen waren entgleist und explodierten. Ein Mensch starb. Zwei britische Militärpolizisten aus Gütersloh hatten hinter der Bahnunterführung ihre Jeeps auf der Bundesstraße 61/68 quergestellt und niemanden in Richtung Bielefeld durchgelassen; dies verhinderte eine größere Zahl von Betroffenen. 1996 wurde eine Anlage zur Reinigung des Grundwassers errichtet.

### Modernisierung
Der Brackweder Bahnhof hat sechs Bahnsteiggleise. Die Gleise 5 und 6 wurden im Rahmen der Expo 2000 und der Reaktivierung des Haller Willem bis Osnabrück vollständig saniert, der Bahnsteig wurde auf 76 cm angehoben und ein Wetterschutz aufgestellt. Die übrigen Bahnsteige hatten weiterhin eine Höhe von lediglich 38 cm. Das galt auch für die Sennebahn, obwohl deren Bahnsteige im weiteren Verlauf zumeist modernisiert waren.
Bis auf den Bahnsteig an den Gleisen 5/6 und den mittleren Teil des Bahnhofsgebäudes befand sich der Brackweder Bahnhof vor Beginn der Modernisierung in einem sehr maroden Zustand. Der Personentunnel war feucht und es gab weder Anzeigetafeln für die Züge noch einen barrierefreien Zugang zu den Bahnsteigen. Er war nicht in der Bahnhofsmodernisierungsoffensive 2 (MOF2) vorgesehen. Die Kosten für eine Sanierung wurden von der zuständigen DB Station & Service AG auf etwa 4–5 Millionen Euro geschätzt. Mit den Mitteln aus dem Konjunkturpaket 2 wurden von DB Station & Service AG allerdings dynamische Schriftanzeiger zur Fahrgastinformation installiert.
Der Zweckverband Nahverkehr Westfalen-Lippe (NWL) hatte am 18. Dezember 2014 auf seiner Versammlung beschlossen, den Bahnhof Brackwede mit einem Investitionsvolumen von 13,3 Mio. Euro in sein Programm zur Modernisierung von Bahnhöfen und Haltestellen im Raum Westfalen-Lippe aufzunehmen und bei den Verhandlungen mit der DB Station & Service AG zu berücksichtigen. Dieses geschah hauptsächlich vor dem Hintergrund, dass der geplante Start des Vorlaufbetriebes zum Rhein-Ruhr-Express (RRX) ab Dezember 2018 den Ausbau weiterer Stationen in Nordrhein-Westfalen erfordert, um die erforderlichen Bahnsteighöhen für den barrierefreien Einstieg zu ermöglichen. Die Sanierung begann im März 2019.
Die Arbeiten an den Bahnsteigen und der Unterführung wurden Ende März 2021 abgeschlossen. Die Aufzüge zu allen Bahnsteigen sind seit März 2022 in Betrieb.

## Bahnhofsumfeld
Die Gleise waren bis Mai 2019 über einen Personentunnel erreichbar, der von der Eisenbahnstraße unter der Bahntrasse und dem Ostwestfalendamm bis zum Naturbad Brackwede an der Grenze zum Ortsteil Quelle führte. Im Zuge der Sanierung wurde 2019–2021 erneuert. Der Tunnel ist für Fußgänger und Radfahrer die Hauptverbindung von Brackwede-Mitte zum Ortsteil Quelle sowie zum 2009 wiedereröffneten Naturbad und hat einen barrierefreien Zugang auf beiden Seiten. Bei der Modernisierung wurden barrierefreie Zugänge mit Aufzügen zu den Bahnsteigen errichtet. Der hintere Teil des Tunnels, der den Ostwestfalendamm unterquert, wurde von Jugendlichen mit einem durchgehenden Graffito verschönert, welches die „Skyline“ von Brackwede zeigte.
Am Bahnhof gibt es Park-&-Ride-Parkplätze. Außerdem sind überdachte Fahrradständer, abschließbare Fahrradboxen, sowie ein Fahrkartenautomat vorhanden.
Im näheren Umfeld befinden sich, neben dem Ostwestfalendamm und dem Naturbad, eine Moschee des Türkisch-Aserbaidschanischen Kulturvereins e. V., ein Schrottplatz, ein türkisch/russischer Supermarkt, das Luttertal mit dem Lutterkolk und den Lutterquellen sowie die Firma Gestamp GMF (ehemals ThyssenKrupp Umformtechnik).
Der Bahnhof geriet auch aufgrund mehrerer Unfälle in die Schlagzeilen. Im Mai, Oktober und Dezember 2009 sowie am 14. März 2014 starben Personen beim Versuch, die Gleisanlagen zu überqueren. Im Juli 2018 stürzte eine Frau in das Gleisbett und wurde von einem Zug erfasst und getötet. Im Juni 2025 kam es zu einem weiteren Todesfall im Bahnhof Brackwede.

## Bedienung
Der Bahnhof Bielefeld-Brackwede wird von den Regionallinien RB 67, RB 69, RB 74 und RB 75 bedient, welche für Verbindungen nach Bielefeld Hbf, Münster, Paderborn und Osnabrück bieten. Zusätzlich hielt bis Dezember 2019 in Tagesrandlage ein Zug der Linie RE 6 von Köln/Bonn Flughafen nach Bielefeld Hbf.
Zukünftig ist laut Zielnetz des Rhein-Ruhr-Expresses die Linie RRX 4 von Koblenz Hbf nach Bielefeld Hbf mit stündlichem Halt in Bielefeld-Brackwede vorgesehen. Sie soll die heutige Linie RB 69 zwischen Hamm und Bielefeld ersetzen. Eine vollständige Umsetzung des RRX-Projektes ist jedoch erst für Anfang der 2030er Jahre vorgesehen.
| Linie | Linienverlauf | Takt                | Betreiber    |
| ----- | --- | ------------------- | ------------ |
| RB 67 | Warendorfer Bahn: Münster (Westf) Hbf – Telgte – Warendorf-Einen-Müssingen – Warendorf – Beelen – Clarholz – Herzebrock – Rheda-Wiedenbrück – Gütersloh Hbf – Isselhorst-Avenwedde (einzelne Züge morgens an Werktagen) – Bielefeld-Brackwede – Bielefeld Hbf Stand: Fahrplanwechsel Dezember 2021 | 60 min              | Eurobahn     |
| RB 69 | Ems-Börde-Bahn (verkehrt zwischen Münster und Hamm zusammen mit der unter gleichem Namen fahrenden RB 89): Münster (Westf) Hbf – Münster-Hiltrup – Rinkerode – Drensteinfurt – Mersch (Westf) – Bockum-Hövel – Hamm (Westf) Hbf – Heessen – Ahlen (Westf) – Beckum-Neubeckum – Oelde – Rheda-Wiedenbrück – Gütersloh Hbf – Isselhorst-Avenwedde – Bielefeld-Brackwede – Bielefeld Hbf Stand: Fahrplanwechsel Dezember 2021 | 60 min              | Eurobahn     |
| RB 74 | Senne-Bahn: Bielefeld Hbf – Bielefeld-Brackwede – Bielefeld-Senne – Bielefeld-Windelsbleiche – Bielefeld-Sennestadt – Schloß Holte – Hövelriege – Hövelhof – Paderborn-Sennelager – Paderborn Schloß Neuhaus – Paderborn Nord – Paderborn Kasseler Tor – Paderborn Hbf Stand: Fahrplanwechsel Dezember 2021 | 60 min 30 min (HVZ) | NordWestBahn |
| RB 75 | Haller Willem: Osnabrück Hbf – Osnabrück-Sutthausen – Oesede – Kloster Oesede – Wellendorf – Hilter – Dissen-Bad Rothenfelde – Westbarthausen – Borgholzhausen – Hesseln – Halle (Westf) OWL-Arena – Halle (Westf) – Künsebeck – Steinhagen (Westf) – Steinhagen Bielefelder Straße – Quelle – Quelle-Kupferheide – Bielefeld-Brackwede – Bielefeld Hbf Stand: Fahrplanwechsel Dezember 2021                               | 60 min              | NordWestBahn |

## Anschluss an den Nahverkehr
Der Bahnhof ist mit der Stadtbahn und Bussen erreichbar. Deren Haltestellen liegen etwa 300 m entfernt, zugänglich über eine Treppe (nicht barrierefrei). Über einen Umweg sind die Haltestellen auch barrierefrei zu erreichen. Es gab Planungen, Buslinien, welche am Brackweder Stadtring enden, zum Bahnhof zu verlängern und so Anschlüsse zwischen Bahn und Bus zu verbessern. Nach Rückverlegung der Linie 94 zur Brackweder Kirche betrifft das allerdings nur noch zwei Linien und insbesondere keine reine Stadtlinie. In den 1970er Jahren verkehrten Stadtbusse ab Bahnhof auf einer Halbringlinie zum Südring und bis Brackwede Kirche (Fahrweg ähnlich Stadtteillinie 123).

### Stadtbahn
| Linie | Linienverlauf | Betreiber |
| ----- | --- | --------- |
| 1     | Schildesche – Johannesstift – Hauptbahnhof – Jahnplatz – Rathaus – Landgericht – Bethel – Brackwede Kirche – Rosenhöhe – Senne | moBiel    |

### Regionalbus
| Linie | Linienverlauf                                                                         | Betreiber                                         |
| ----- | ------------------------------------------------------------------------------------- | ------------------------------------------------- |
| 48    | Bielefeld Hbf – Quelle – Steinhagen (Westf.) – Brockhagen – Harsewinkel               | BVO                                               |
| 80.2  | Bielefeld Hbf – Verl                                                                  | TWE Veolia Verkehr Ostwestfalen GmbH              |
| 83    | Bielefeld Hbf – Senne – Sende/Verl – Schloß Holte                                     | TWE Veolia Verkehr Niedersachsen / Westfalen GmbH |
| 87    | Bielefeld Hbf – Ummeln – Holtkamp – Isselhorst – Gütersloh                            | moBiel                                            |
| 88    | Bielefeld Hbf – Quelle – Steinhagen (Westf.) – Amshausen – Künsebeck – Halle (Westf.) | BVO                                               |
| 95    | Bielefeld Hbf – Brackwede – Ummeln – Isselhorst – Gütersloh                           | Kooperation moBiel / BVO                          |

## Internationaler Busbahnhof Bielefeld
Am 30. März 2009 wurden die bisherigen drei Haltestellen für internationale Fernbuslinien in Bielefeld (Hauptbahnhof, Sennestadt Ratio-Markt und Kesselbrink) gesamt durch die Station am Brackweder Bahnhof ersetzt. Angeboten werden vor allem Verbindungen nach Polen und Osteuropa (u. a. Baltikum), aber auch in West- und Südeuropäische Staaten (Frankreich, Portugal, England, Belgien). Unter anderem fahren Busse in die polnischen Städte:
- Danzig
- Elbing
- Gdingen
- Kattowitz
- Stettin
- Warschau
- Liegnitz

Seit der Liberalisierung des nationalen Fernbusverkehrs fahren diese ebenfalls den Brackweder Bahnhof an (unter anderem Flixbus). Bei der Verlegung des Busbahnhofs nach Brackwede wurde der mittlere Teil des dortigen Bahnhofsgebäudes von innen rundum saniert und mit einem Warteraum für Reisende sowie Toiletten ausgestattet. Außerdem befindet sich im Bahnhofsgebäude neben einem Reisebüro auch ein Kiosk.